# Sadatoshi Tomioka
Le baron Sadatoshi Tomioka (富岡 定俊, Tomioka Sadatoshi) (8 mars 1900 - 7 décembre 1970) est un amiral de la marine impériale japonaise durant la Seconde Guerre mondiale.

## Biographie
Né à Hiroshima, Tomioka grandit cependant dans la préfecture de Nagano. Son père, l'amiral Tomioka Sadayasu, est anobli par l'empereur Meiji pour ses services durant la guerre russo-japonaise. Il sort diplômé de la 45e promotion de l'académie navale impériale du Japon en 1917, étant classé 21e sur 98 cadets. Il sert comme aspirant sur les croiseurs Iwate et Aso, et comme enseigne, il est affecté sur le cuirassé Asahi.
En tant que sous-lieutenant, il sert sur le cuirassé Suwo et le destroyer Hagi. Après de nouvelles études navales, il devient navigateur en chef sur les destroyers Hokaze (en) et Tachikaze (en), et le navire d'approvisionnement Shiriya.
Le 14 mai 1927, il reçoit son premier commandement avec le destroyer Matsu. Sorti diplômé de l'école navale impériale du Japon en 1927 et promu lieutenant-commandant, il est affecté comme attaché naval en France où il reste jusqu'en juin 1932. Durant cette période, il fait également partie de la délégation japonaise à la conférence mondiale pour le désarmement à Genève. De retour au Japon, il est affecté comme navigateur en chef sur le Kinugasa. À partir de mai 1933, il tient divers postes d'État-major. Il est promu commandant le 15 novembre 1934 puis capitaine le 15 novembre 1938.
Affecté à l'État-major de la marine impériale japonaise comme chef de la section des opérations en octobre 1940, Tomioka continue de servir à ce poste durant les deux premières années de la guerre du Pacifique, période durant laquelle il s'oppose sans succès à l'attaque sur Pearl Harbor. Il est également un fervent adversaire des plans de l'amiral Isoroku Yamamoto pour l'opération de Midway, proposant que le Japon se concentre plutôt sur les groupes d'îles stratégiques des Fidji et des Samoas. Il appelle aussi à l'occupation de Port Moresby en Nouvelle-Guinée, première étape d'une invasion de l'Australie, et faire ainsi sortir les porte-avions américains le plus loin possible de leurs bases. Il est démis de ses fonctions quand Yamamoto menace de démissionner.
En janvier 1943, Tomioka reçoit un commandement au combat en tant que capitaine du Ōyodo. En septembre 1943, il devient chef d'État-major de la flotte régionale japonaise du Sud-Est et est promu contre-amiral le 1er novembre 1943.
Tomioka retourne à l'État-major de la marine en tant que chef du bureau des opérations en décembre 1944 et tient cette position pendant le reste de la guerre. Il est l'un des représentants officiels de la marine japonaise à la cérémonie de reddition du Japon sur l'USS Missouri.
Dans ses dernières années, Tomioka participe à l'édition d'une version japonaise de la guerre du Pacifique et, en 1951, il est l'un des 12 membres de la commission chargée d'assister le gouvernement japonais à établir les actuelles forces japonaises d'autodéfense. Il est plus tard conférencier à l'institut de recherche de défense japonais jusqu'à sa mort en 1970.